# 火星のわが家
『火星のわが家』（かせいのわがや）は2000年の日本の映画。主演はジャズヴォーカリストの鈴木重子。堺雅人の映画初出演作品でもある。なお、物語に登場する火星の土地分譲は、『子供の科学』の創刊者の原田三夫が主宰していた日本宇宙旅行協会によって1950年代に実際に行われていた。

## あらすじ
火星の土地を分譲するなど奇想天外な仕事をしてきた初老の男・康平のところに、ストレスのため歌えなくなったヴォーカリストの次女・未知子がニューヨークから里帰りしてくる。その数日後、康平は脳梗塞で倒れ、左半身麻痺に。未知子は居候の司法浪人・透の協力を経て康平を在宅介護するが、康平を施設に入れようとする長女・久仁子との確執が次第に大きくなる。音楽の才能がありながら経済的な問題で音大進学が叶わなかった久仁子は康平を恨み、未知子に嫉妬していたのだ。未知子と透は次第に魅かれていき、ついに二人だけの夜を持とうとするのだが…。

## キャスト
- 神山未知子：鈴木重子
- 原沢久仁子：ちわきまゆみ
- 中島透：堺雅人
- 神山康平：日下武史
- 原沢昭彦：藤田敏夫
- 上原敬子：牧口晶子
- 永井医師：高瀬勉
- 藤川医師：井鍋信治
- 山本：日下部孝一
- 高井：伊藤竜太
- 佐伯：斎藤小百合

## スタッフ
- 製作・監督・脚本・編集：大嶋拓
- アソシエイトプロデューサー：武藤起一
- 撮影：芦澤明子
- 照明：オフィス・ドゥーイング　尾畑弘昌
- 録音：小林徹哉
- 音楽：伊藤竜太
- 制作：露木栄司
- 製作：TAC
- 配給：武藤起一事務所

## 関連書籍
- 『シナリオ』2000年3月号 - 本作のシナリオ全文が掲載